# Mock draft
Nel gergo sportivo statunitense, il Mock Draft è una sorta di previsione del draft (processo di selezione dei giocatori di college o esteri da parte delle squadre professionistiche americane che solitamente avviene al termine della stagione) vero e proprio, effettuata da diversi siti internet o da alcune riviste sportive specializzate.
Essendo pure speculazioni, solitamente i Mock Draft vengono smentiti al momento del Draft ufficiale, ma è interessante poter vedere l'evolversi delle voci, dicerie e pettegolezzi riguardanti i giocatori, ad esempio capita spesso che un giocatore precipiti nelle quotazioni durante le settimane precedenti il Draft, e queste evoluzioni è possibile apprezzarle attraverso i Mock Draft.